# Торонто Атомік
«Атомік» (Торонто) (англ. Toronto Atomic FC) — напівпрофесійний канадський футбольний клуб з міста Торонто, заснований 2013 року. Клуб репрезентує українську діаспору в Торонто.
У 2015—2016 роках був представлений двома командами в Канадській футбольній лізі (англ. Canadian Soccer League, CSL): в Першому (англ. Toronto Atomic FC) та Другому (англ. Toronto Atomic FC B) дивізіонах.
2016 року разом з декількома іншими командами з Канадської футбольної ліги став членом-засновником анонсованого Канадською Академією Футболу (англ. Canadian Academy of Futbol, CAF) Відкритого дивізіону LIKA Supergroup (англ. LIKA Open Supergroup) для гравців віком від 16 років і більше. Разом з тим клуб не продовжив членство своєї головної команди у Канадській футбольній лізі на 2017 рік.
Головна команда грає свої домашні матчі на багатофункціональному стадіоні «Centennial Stadium» в Етобіко (район в західній частині Торонто). Стадіон вміщує 3500 глядачів; покриття — штучний дерен.
При клубі працює футбольна академія для дітей від 6 до 11 років і підлітків від 12 до 16 років, школа голкіперів, вихованці яких у віці від 14 до 17 років грають за фарм-клуб «Атомік Селектс».

## Історія

### Створення клубу
Ідея створити свою команду прийшла Ігорю Прокіпчуку після трагічної смерті 2012 року доньки Тетяни, яка завжди підтримувала свого молодшого брата Матвія під час матчів. Клуб заснований 2013 року.
У керівництві фігурує багато українських прізвищ:

### Емблема
Елементи клубної емблеми передають всю суть Торонто — християнську релігію, історію українського футболу через гру Андрія Шевченка за «Мілан», а також історію наших патріотів. Емблема була обрана молодими футболістами клубу за підсумками конкурсу.
На логотипі буква «Т» іншого кольору на честь доньки президента клубу Ігоря Прокіпчука Тетяни, яка трагічно померла.

### Канадська футбольна ліга
9 травня 2015 року клуб дебютував у Канадській футбольній лізі домашньою грою з «Ніагара Юнайтед», в якій переміг з рахунком 3:0. За підсумками 22 турів команда фінішувала на п'ятій сходинці турнірної таблиці та потрапила до чвертьфіналу стадії плей-оф турніру, в якому «Атомік» програв ФК «Ватерлоо» з рахунком 0:2 та припинив боротьбу за титул.
| Рік  | Ліга | Дивізіон | Регулярний сезон | Плей-офф       |
| ---- | ---- | -------- | ---------------- | -------------- |
| 2015 | CSL  | First    | 5                | Чвертьфіналіст |
| 2016 | CSL  | First    | 5                | Чвертьфіналіст |

#### Українське дербі
З появою в сезоні 2016 року в Канадській футбольній лізі команди «Юкрейн Юнайтед» з Торонто з'явилася можливість спостерігати за «українським» протистоянням. Перше таке дербі для «Торонто Атомік» відбулося 19 червня 2016 року гостьовим матчем, в якому гравці «Атомік» першими відкрили рахунок. Поєдинок завершився результативною нічиєю з рахунком 2:2 (1:1).

## Досягнення

### Індивідуальні
- 2015
Василь Іщак — тренер року[9]
Ігор Мельник — новачок року (нападник)[9]
Олександр Семенюк — найкращий бомбардир команди (10 голів у 21 грі)[10]

## Тренери
- січень — липень 2015: Ігор Яворський[11][12][13]
- серпень 2015 — …: Василь Іщак[12][14]

## Відомі гравці
- Басараб Михайло
- Ільків Ігор
- Керчу Олег
- Мельник Ігор
- Плішка Володимир
- Семенюк Олександр
- Шпук Василь
- Андрій Даньків